# Caribbiopheromera jamaicana
Caribbiopheromera jamaicana är en insektsart som beskrevs av Oliver Zompro 200. Caribbiopheromera jamaicana ingår i släktet Caribbiopheromera och familjen Diapheromeridae. Inga underarter finns listade.